# Hangover
«Hangover» (с англ. — «Похмелье») — сингл корейского исполнителя и автора песен PSY и американского рэпера Snoop Dogg, изданный 8 июня 2014 года. В декабре 2014 года количество просмотров видеоклипа к песне на YouTube составило 166 миллионов.

## Информация о песне
О грядущем сотрудничестве PSY со Snoop Dogg представители лейбла YG Entertainment объявили в январе 2014 года. В январе, во время поездки Snoop Dogg в Корею, музыканты уже приступили к съёмкам видеоклипа. В интервью для CNN, PSY рассказал о том, что клип снимали 18 часов в 10 различных местах вблизи Международного аэропорта Инчхона.
12 марта 2014 года стало известно, что в видеоклипе к новой песне должна появиться CL из 2NE1. Сингл «Hangover» и видеоклип вышли 8 июня; в США премьера клипа состоялась на телешоу Jimmy Kimmel Live!. За 24 часа после выхода клип «Hangover» набрал 10 миллионов просмотров.

## Критика
Журнал Time положительно отозвался о видеоклипе «Hangover». Издание Spin назвало трек «какофонией», которая «вряд ли облегчит похмелье», но, в конечном итоге, это «всё же любопытно приятные пять минут». The Wall Street Journal отметил, что мнения зрителей и о песне, и о клипе разделились. Многие пожаловались на то, что клип даёт неправильное представление о жизни в Корее.

## Чарты
| Чарт (2014)                                | Наивысшая позиция |
| ------------------------------------------ | ----------------- |
| Бельгия/Валлония (Ultratip Bubbling Under) | 48                |
| Чехия (Singles Digitál Top 100)            | 83                |
| Франция (SNEP)                             | 171               |
| США (Billboard Hot 100)                    | 26                |
| США (Billboard Hot Rap Songs)              | 3                 |
| США (Billboard Hot Dance/Electronic Songs) | 4                 |